# Saint Kitts och Nevis i olympiska sommarspelen 2008
Saint Kitts och Nevis deltog i de olympiska sommarspelen 2008 med en trupp bestående av fyra deltagare, en man och tre kvinnor, men ingen av landets deltagare erövrade någon medalj.

## Friidrott
- Huvudartikel: Friidrott vid olympiska sommarspelen 2008

Förkortningar
- Noteringar – Placeringarna avser endast löparens eget heat
- Q = Kvalificerad till nästa omgång
- q = Kvalificerade sig till nästa omgång som den snabbaste idrottaren eller, i fältgrenarna, via placering utan att uppnå kvalgränsen.
- NR = Nationellt rekord
- N/A = Omgången ingick inte i grenen
- Bye = Idrottaren behövde inte delta i denna omgång

Herrar
Bana och landsväg
| Idrottare   | Gren  | Heat     | Heat      | Kvartsfinal | Kvartsfinal | Semifinal | Semifinal | Final            | Final            |
| Idrottare   | Gren  | Resultat | Placering | Resultat    | Placering   | Resultat  | Placering | Resultat         | Placering        |
| ----------- | ----- | -------- | --------- | ----------- | ----------- | --------- | --------- | ---------------- | ---------------- |
| Kim Collins | 100 m | 10.17    | 2 Q       | 10.01       | 2 Q         | 10.05     | 5         | Gick inte vidare | Gick inte vidare |
| Kim Collins | 200 m | 20.55    | 2 Q       | 20.43       | 3 Q         | 20.25     | 4 Q       | 20.59            | 6                |

Damer
Bana & landsväg
| Idrottare         | Gren  | Heat     | Heat      | Kvartsfinal      | Kvartsfinal      | Semifinal        | Semifinal        | Final            | Final            |
| Idrottare         | Gren  | Resultat | Placering | Resultat         | Placering        | Resultat         | Placering        | Resultat         | Placering        |
| ----------------- | ----- | -------- | --------- | ---------------- | ---------------- | ---------------- | ---------------- | ---------------- | ---------------- |
| Virgil Hodge      | 100 m | 11.48    | 4 q       | 11.45            | 4                | Gick inte vidare | Gick inte vidare | Gick inte vidare | Gick inte vidare |
| Virgil Hodge      | 200 m | 23.14    | 3 Q       | 23.17            | 5                | Gick inte vidare | Gick inte vidare | Gick inte vidare | Gick inte vidare |
| Meritzer Williams | 200 m | 23.83    | 7         | Gick inte vidare | Gick inte vidare | Gick inte vidare | Gick inte vidare | Gick inte vidare | Gick inte vidare |
| Tiandra Ponteen   | 400 m | 52.41    | 5         | i.u.             | i.u.             | Gick inte vidare | Gick inte vidare | Gick inte vidare | Gick inte vidare |